# Бехи
Бехи́ — село в Україні, у Коростенській міській територіальній громаді Коростенського району Житомирської області. Кількість населення становить 553 осіб (2001). У 1923—2020 роках — адміністративний центр однойменної сільської ради.

## Загальна інформація
Розміщується за 9 км північно-східніше Коростеня, при впадінні річки Откасувки до Ужа. Через село проходить автодорога Коростень—Овруч.

## Населення
У 1885 році в селі налічувалося 13 дворів та 107 жителів, на 1897 рік у Бехах мешкало 1 469 осіб (752 чоловіки та 717 жінок), з них православних — 1 366, наприкінці 19 століття — 1 411 мешканців та 268 дворів, у 1906 році — 1 376 осіб, дворів — 308.
У 1923 році чисельність населення становила 1 604 особи, кількість дворів — 358, станом на 1972 рік кількість мешканців села становила 1 154 особи, дворів — 418.
Відповідно до результатів перепису населення СРСР, кількість населення, станом на 12 січня 1989 року, становила 799 особи, станом на 5 грудня 2001 року, відповідно до перепису населення України, кількість мешканців села становила 553 особи.

### Мова
Розподіл населення за рідною мовою за даними перепису 2001 року:
| Мова       | Відсоток |
| ---------- | -------- |
| українська | 97,47 %  |
| російська  | 1,63 %   |
| румунська  | 0,90 %   |

## Історія
Поблизу села виявлено поховання доби міді та знаряддя праці «бронзової» доби, є залишки стародавнього поселення і давньоруські кургани. Перша письмова згадка — 1545 рік.
Родинне гніздо Бехів, предок котрих, на ім'я Федір, отримав Бехівщизну у володіння від київського князя Володимира Ольгердовича, що було підтверджено для нащадків його великими князями Вітовтом та Казимиром IV Ягеллончиком, Київським воєводою Андрієм Немировичем. 8 серпня 1521 року Сигізмунд I, на основі попередніх грамот, підтвердив Василеві Беху володіння землею Беховщиною. Бехівці були звільнені від судів та замкових повинностей, мали тільки зобов'язання до військової земської повинности. Такі ж права підтверджені королівським декретом 1595 року та декретом Київського воєводи Фрідриха Пронського від 1553 року. Згадується в описі Овруцького замку 1545 року як село Беховичі, з переліком приписаних до замку міщан, боярів, селян та земель, також їх повинностей, зокрема: Василь Бехович — дим один та служба одна. У 1579 році — боярське село, входило до складу Овруцького староства, сплачувало з двох димів. У 1581 році двоє боярів заплатили по 15 грошів подимного.
Згадується в акті від 2 жовтня 1599 року, під іменем Беховщизни та Бехівської землі — королівський суд розглядав справу про грабунки та побиття, спричинені київському землевласникові Юхимові Беху овруцьким старостою Аврамом Мишкою. Сигізмунд III визнав за Юхимом Бехом дворянські права та передав справу на розгляд Київського гродського суду. Відповідно до люстрації 1615 року, перебуває в посесії Юхима Беха. Згадується у витягу з люстрації Київського воєводства від 29 лютого 1616 року, де підтверджується право на дворянський титул дворянам Бехам, видане люстраторами на основі грамот великого князя Вітовта та королів Казимира, Сигізмунда I та Сигізмунда III. 1622 року визнана спадщиною Бехів та звільнена від повинности до овруцького фільварку. У 1628 році нащадки Йоахима Беха платили податки з двох «димів». Згадується в люстрації Овруцького замку 1754 року, сплачувало 7 грошів до замку та 1 злотий і 24 гроші на міліцію.
У 1885 році — колишнє власницьке село, входить до складу Іскоростської волості Овруцького повіту Волинської губернії, лежить при струмкові Откасувка, має православну церкву, два гостьові будинки та крамницю.
Наприкінці 19 століття — село Іскоростської волості Овруцького повіту, лежало за 90 верст від Житомира, 33 версти від Овруча та 8 верст від Іскорості, при впадінні річки Откасувки до Уши, поштова станція — в Іскорості (8 верст), найближча залізнична станція — у Києві, за 155 верст. Називалося Бехівщизною, населене переважно Бехами, записаними як міщани, колишньою околичною шляхтою. Православну церкву, збудовано у 1776 році, дерев'яна, на кам'яному підмурівку, з жерстяною покрівлею, з окремою дзвіницею. При церкві було близько 18 десятин землі, в багатьох місцях зарослої чагарниками, неродючої. Через недостатню кількість земель парафіяни зобов'язалися допомагати церкві збіжжям. Дворів у парафії — 131, вірян — 1 065 православних та 13 римо-католиків. До парафії з 1 червня 1865 року приписана церква в с. Немирівка (3 версти). Сусідні парафії: Пашини (5 верст) та Васьковичі (8 верст). Церковно-приходська школа діяла з 1862 року, власної будівлі не мала, тому почергово розміщувалася в будинках парафіян.
У 1906 році — село Іскоростської волості (2-го стану) Овруцького повіту Волинської губернії. Відстань до повітового центру, м. Овруч, становила 32 версти, до волосного центру, містечка Іскорость, 9 верст. Найближче поштово-телеграфне відділення розташовувалося в Іскорості.
В березні 1921 року, в складі волості, увійшло до новоствореного Коростенського повіту Волинської губернії. У 1923 році включене до складу новоствореної Бехівської сільської ради, котра, від 7 березня 1923 року, стала частиною новоутвореного Коростенського району Коростенської округи; адміністративний центр ради. Розміщувалося за 9 верст від районного центру, містечка Коростень.
1929 року біля села відкрито залізничну станцію. 1 червня 1935 року, в складі сільської ради, передане в підпорядкування Коростенській міській раді Київської області. 28 лютого 1940 року село повернуте до складу відновленого Коростенського району Житомирської області.
У роки німецько-радянської війни воювало 186 жителів села, 156 нагороджено орденами й медалями, 72 загинуло. У 1952 році, на братських могилах 1947 року, споруджено три обеліски.
В радянські часи в селі розміщувався виробничий відділок колгоспу з центральною садибою у Васьковичах. Вирощували зернові культури, картоплю, гречку, льон, розвивали м'ясо-молочне тваринництво та птахівництво. В селі були восьмирічна школа, будинок культури, бібліотека, дільнична лікарня.
23 липня 1991 року, відповідно до постанови Кабінету Міністрів Української РСР № 106 «Про організацію виконання постанов Верховної Ради Української РСР…», село віднесене до зони гарантованого добровільного відселення (третя зона) внаслідок аварії на Чорнобильській АЕС.
12 червня 2020 року, відповідно до розпорядження Кабінету Міністрів України № 711-р від 12 червня 2020 року «Про визначення адміністративних центрів та затвердження територій територіальних громад Житомирської області», територію та населені пункти Бехівської сільської ради Коростенського району включено до складу новоутвореної Коростенської міської територіальної громади Коростенського району Житомирської області.

## Відомі люди
- Бех Микола Іванович (1946—2021) — російський промисловець і вчений, доктор технічних наук, професор.
- Козаренко Роман Вікторович (1994—2014) — старший солдат Збройних сил України, учасник російсько-української війни.
- Футерман Арон Якович (1910—1996) — український та радянський скульптор.